# Kenedy (Texas)
Kenedy è un centro abitato degli Stati Uniti d'America situato nella contea di Karnes dello Stato del Texas.
La popolazione era di 416 persone al censimento del 2010.

## Geografia fisica
Kenedy è situata a 28°04′09″N 97°05′01″W (28.8143, -97.8496).
Secondo lo United States Census Bureau, ha un'area totale di 3,3 miglia quadrate (8,5 km²).

## Società

### Evoluzione demografica
Secondo il censimento del 2000, c'erano 3.487 persone, 1.266 nuclei familiari e 907 famiglie residenti nella città. La densità di popolazione era di 1.049,2 persone per miglio quadrato (405,5/km²). C'erano 1.550 unità abitative a una densità media di 466,4 per miglio quadrato (180,3/km²). La composizione etnica della città era formata dal 72,44% di bianchi, il 3,18% di afroamericani, lo 0,72% di nativi americani, lo 0,72% di asiatici, lo 0,17% di isolani del Pacifico, il 20,68% di altre razze, e il 2,09% di due o più etnie. Ispanici o latinos di qualunque razza erano il 64,90% della popolazione.
C'erano 1.266 nuclei familiari di cui il 36,8% aveva figli di età inferiore ai 18 anni, il 48,4% aveva coppie sposate conviventi, il 17,1% aveva un capofamiglia femmina senza marito, e il 28,3% erano non-famiglie. Il 25,8% di tutti i nuclei familiari erano individuali e il 13,2% aveva componenti con un'età di 65 anni o più che vivevano da soli. Il numero di componenti medio di un nucleo familiare era di 2,67 e quello di una famiglia era di 3,20.
La popolazione era composta dal 29,0% di persone sotto i 18 anni, il 9,4% di persone dai 18 ai 24 anni, il 24,3% di persone dai 25 ai 44 anni, il 19,8% di persone dai 45 ai 64 anni, e il 17,5% di persone di 65 anni o più. L'età media era di 36 anni. Per ogni 100 femmine c'erano 86,8 maschi. Per ogni 100 femmine dai 18 anni in giù, c'erano 83,5 maschi.
Il reddito medio di un nucleo familiare era di 24.647 dollari e quello di una famiglia era di 25.152 dollari. I maschi avevano un reddito medio di 25.779 dollari contro i 17.895 dollari delle femmine. Il reddito pro capite era di 13.929 dollari. Circa il 23,4% delle famiglie e il 25,8% della popolazione erano sotto la soglia di povertà, incluso il 33,1% di persone sotto i 18 anni e l'11,9% di persone di 65 anni o più.